# L'aposta era el seu fill
L'aposta era el seu fill (títol original: King of the Turf) és una pel·lícula dramàtica estatunidenca de 1939 dirigida per Alfred E. Green i protagonitzada per Adolphe Menjou. Està doblada al català.

## Argument
Jim Mason va ser una vegada una figura distingida en l'esport de les curses de cavalls, però la seva reputació es va arruïnar per una cursa que va provocar la mort d'un cavall i d'un jockey. Es converteix en un alcohòlic i un vagabund, oblidat per tots.
En un tren de mercaderies, en Mason es troba amb un jove fugitiu anomenat Goldie, que té experiència com a noi d'estable. Quan es fan amics, en Goldie l'ajuda a deixar de beure. Assisteixen a una subhasta de cavalls on, per un tecnicisme, poden comprar un cavall per només dos dòlars.
En Goldie munta el cavall amb èxit a les carreres, amb Mason entrenant-lo. Però quan la mare del nen, Eve Barnes, apareix buscant-lo, en Mason s'adona amb sorpresa que l'Eve és la seva exdona, fent d'en Goldie el seu propi fill.

## Repartiment
- Adolphe Menjou com Mason
- Roger Daniel com Goldie
- Dolores Costello com Eve
- William Demarest com Arnold